# 阿奥斯特
阿奥斯特（法語：Aoste，法語發音：[aɔst]）是法国伊泽尔省的一个市镇，位于该省北部，属于拉图尔迪潘区。

## 地名
该地名“Aoste”发音为[aɔst]，《世界地名翻译大辞典》与《世界地名译名词典》将其误译作“欧斯特”。

## 地理
阿奥斯特（45°35'18"N, 5°36'32"E）面积9.82 平方千米，位于法国奥弗涅-罗讷-阿尔卑斯大区伊泽尔省，该省份为法国东南部内陆省份，北起顺时针与安省、萨瓦省、上阿尔卑斯省、德龙省、阿尔代什省、卢瓦尔省和罗讷省。
与阿奥斯特接壤的市镇（或旧市镇、城区）包括：布雷涅-科尔东、莱萨沃尼耶尔-韦兰-蒂埃兰、希米兰、格拉尼约、罗马尼约。
阿奥斯特的时区为UTC+01:00、UTC+02:00（夏令时）。

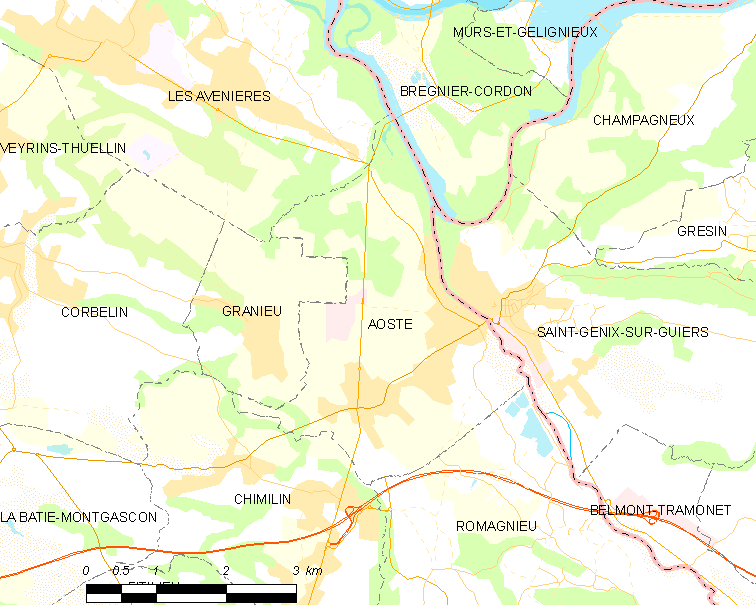
阿奥斯特的OSM定位图

## 行政
阿奥斯特的邮政编码为38490，INSEE市镇编码为38012。

## 政治
阿奥斯特所属的省级选区为沙特勒斯-吉耶县。

## 交通
伊泽尔省省道D40线、D82F线、D592线和D1516线在境内交汇。

## 人口

1962-2008年间阿奥斯特人口变化图示

阿奥斯特于2022年1月1日时的人口数量为2869人。